# Regina Sousa
Pour les articles homonymes, voir Sousa.
Regina Sousa, née le 4 juillet 1950 à União (Piauí), est une femme politique brésilienne, membre du Parti des travailleurs,,,.
Elle représente Piauí au Sénat fédéral de 2015 à 2018. Elle est secrétaire d'État de Piauí de 2003 à 2011, puis en est élue vice-gouverneure en 2018 et prend ses fonctions le 1er janvier 2019. Elle devient la première femme gouverneure de cet État le 31 mars 2022 après la démission de Wellington Dias qui devient sénateur fédéral de l'état de Piauí.
Le 1er janvier 2023, Rafael Fonteles (pt) lui succède.